# Petter (artist)
Petter P-Lex Alexis Askergren, (född Petter Alexis Askergren, 25 maj 1974 i Stockholm), mer känd mononymt under artistnamnet Petter, är en svensk rappare och hiphop-musiker. Han slog igenom med Mikrofonkåt och Vinden har vänt och har sedan dess släppt elva fullängdsalbum och två samlingsalbum.

## Biografi
Petter studerade vid Södra Latins gymnasium och därefter konstvetenskap vid Uppsala universitet, där han var medlem av Stockholms Nation. Han slog igenom som soloartist efter att ha tillhört kretsen runt hiphop-gruppen Sherlock på 1990-talet. Genombrottet kom med singlarna "Mikrofonkåt" och "Vinden har vänt". Sedan dess har han släppt åtta fullängdsalbum samt två samlingsalbum. Petter har drivit ett otal sidoprojekt, varav flera tillsammans med gruppen Natural Bond. Många av hans texter handlar om Petter själv, hans uppväxt, livssituation och karriär. Tillsammans med barndomsvännen Pee Wee har han även samarbetat med den finska hiphopduon Fintelligens på låten "Stockholm-Helsinki", vilken kom att toppa singellistan i Finland under tre veckor i augusti-september året 2000. I februari 2011 fick Petter den neuropsykiatriska diagnosen ADHD, vilket han rappar om i låten "Krafter".

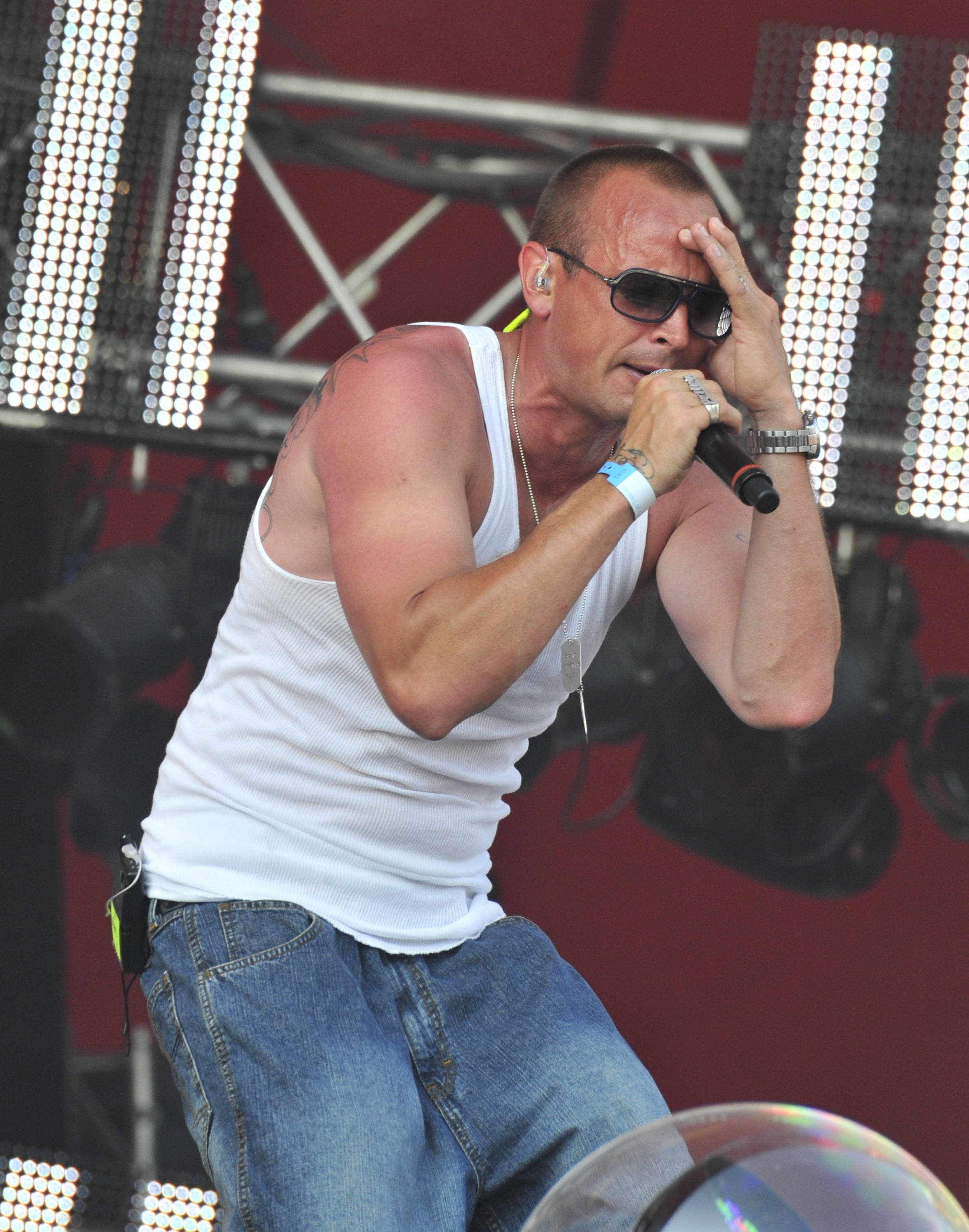
Petter under ett uppträdande på Roskildefestivalen 2009.

Petter ägde och drev skivbolaget Bananrepubliken åren 1999–2005. Han är en av Sveriges mest anlitade liveartister och uppträder tillsammans med sitt band och discjockeyn DJ Sleepy, och har under 2011 gästats av bland annat Timbuktu, Vanessa Falk, Dekan Guldish, Veronica Maggio och Thomas Rusiak. Hösten 2010 medverkade Petter i underhållningsprogrammet Så mycket bättre i TV4. I början av 2012 var Petter med i sångtävlingsprogrammet The Voice Sverige som en av coacherna med Carola Häggkvist, Ola Salo och Magnus Uggla.
Den 1 oktober 2013 öppnade Petter snabbmatsrestaurangen Käk på Södermalm i Stockholm. På menyn står bland annat "Håll käften-burgare" och vegetariska "Ms Dixon's Shroom burger".
2013 gavs hans debutroman 16 rader ut. 2014 tilldelades han Begriplighetspriset för boken som hjälpt ungdomar med läs- och skrivsvårigheter.
I december 2014 var han programledare för Musikhjälpen tillsammans med Kodjo Akolor och Linnea Henriksson.
År 2019 var Petter åter en av deltagarna i TV-programmet Så mycket bättre när programmet hade 10-års-jubileum. 

## Diskografi

### Album
| År   | Album              | Listplacering position | Sålda ex              | Certifiering |
| ---- | ------------------ | ---------------------- | --------------------- | ------------ |
| 1998 | Mitt sjätte sinne  | 5                      | 200 000[källa behövs] | 5x Platina   |
| 1999 | Bananrepubliken    | 1                      | 340 000               | 8x Platina   |
| 2001 | Petter             | 16                     | 20 000[källa behövs]  | Guld         |
| 2004 | Ronin              | 5                      | 15 000[källa behövs]  |              |
| 2006 | P                  | 1                      | 34 000[källa behövs]  | Platina      |
| 2007 | God Damn It        | 12                     | 15 000[källa behövs]  | -            |
| 2008 | X – Greatest Hits  | 31                     | —                     | -            |
| 2010 | En räddare i nöden | 11                     | —                     | -            |
| 2010 | Samlar ut den      | 3                      | —                     | -            |
| 2013 | Början på allt     | 5                      | —                     | -            |
| 2015 | Mitt folk          |                        | —                     | -            |
| 2016 | Skeppsholmen       |                        |                       |              |
| 2018 | Lev nu             |                        |                       |              |
| 2018 | 9818               |                        |                       |              |
| 2018 | Dö sen             |                        |                       |              |
| 2020 | Varholmsgatan      |                        |                       |              |
| 2022 | Hälsa Stockholm    |                        |                       |              |

### Singlar
| År   | Namn                                            | Listplacering |
| ---- | ----------------------------------------------- | ------------- |
| 1998 | Vinden har vänt (feat. Rusiak)                  | 6             |
| 1998 | Du vet att jag gråter (feat. Kaah)              | 51            |
| 1999 | Mikrofonkåt                                     | 53            |
| 1999 | Saker & ting (feat. Eye N'I)                    | 2             |
| 2000 | Så klart! (feat. Eye N'I)                       | 6             |
| 2000 | Rulla med oss (feat. Timbuktu, Peewee, Eye N'I) | 34            |
| 2001 | Tar det tillbaka                                | 13            |
| 2002 | Ey yo (feat. ADL)                               | 35            |
| 2004 | Fredrik Snortare & Cecilia Synd                 | 11            |
| 2004 | Repa skivan (feat. AFC)                         | 28            |
| 2006 | Det går bra nu                                  | 3             |
| 2006 | Storstadsidyll (feat. Håkan Hellström)          | —             |
| 2007 | God Damn It                                     | 14            |
| 2007 | Logiskt (feat. Säkert!)                         | 10            |
| 2008 | Goda dagars magi                                | —             |
| 2008 | Min click (feat. Kihlen)                        | —             |
| 2009 | Slag under bältet                               | —             |
| 2010 | Fast för evigt                                  | —             |
| 2010 | Gör min dag (feat. Magnus Carlson)              | 47            |
| 2010 | Längesen (feat. Veronica Maggio)                | 20            |
| 2010 | Älskar din stil (feat. Timbuktu)                | —             |
| 2010 | Stockholm i mitt hjärta                         | 9             |
| 2010 | En tuff brud i lyxförpackning                   | 24            |
| 2010 | Hjärtats ensamma slag                           | —             |
| 2010 | Satellites                                      | —             |
| 2010 | Dansa din djävul                                | 33            |
| 2010 | Fulla för kärlekens skull                       | —             |
| 2010 | Baksmälla (feat. September)                     | 3             |
| 2011 | Krafter (feat. Adolphson & Falk)                | —             |
| 2013 | Håll om mig (feat. Daniel Adams-Ray)            | 25            |
| 2015 | Kul på vägen (feat. Sam-E och Sara Zacharias)   | 67            |

Singeln Logiskt blev nummer 7 på Trackslistans årslista för 2008.

### Tillsammans med andra
| År        | Artist                                                                  | Namn                                                                   | Listplacering position |
| --------- | ----------------------------------------------------------------------- | ---------------------------------------------------------------------- | ---------------------- |
| 1999      | Pugh Rogefeldt                                                          | En liten snubbe                                                        | -                      |
| 2000      | Saska                                                                   | Städer när jag blöder (feat. Thåström & Petter)                        | 30                     |
| 2000      | Fintelligens                                                            | Stockholm-Helsinki (feat. Petter & Pee Wee)                            |                        |
| 2001      | Feven                                                                   | Vill ha (feat. Petter)                                                 | 38                     |
| 2007      | Mange Schmidt                                                           | Giftig (feat. Petter)                                                  | 2                      |
| 2007      | Snook                                                                   | Inga problem (feat. Veronica Maggio & Petter)                          | –                      |
| 2009      | Ison & Fille                                                            | För alla dom (feat. Petter & Mogge)                                    | 21                     |
| 2010      | Stor                                                                    | Vem är stor? (feat. Petter)                                            | –                      |
| 2011 2013 | Diverse artister för de svältande barnen på Afrikas Horn Mange Hellberg | Ringar på vattnet Varför börja med sig själv när man kan rädda världen |                        |

### Andra framträdanden
| År   | Artist    | Namn                                                                                             | Album                       |
| ---- | --------- | ------------------------------------------------------------------------------------------------ | --------------------------- |
| 1998 |           | STHLM (by Petter, Thomas Rusiak & PeeWee)                                                        | Sidewalk Headliners         |
| 1998 |           | Maktens höjder (by Petter)                                                                       | Sidewalk Headliners         |
| 1999 |           | Crossing Borders (by Tommy Tee, Petter & Diaz)                                                   | Norske byggeklosser         |
| 1999 | Ayo       | Hip Hop-bönder (Looptroop Diss) (feat. Ken, Cham, Petter, Tito, Big Fred, CRIBE, Rigorod & Joel) | Time To Move On / Västerort |
| 2000 | DJ Sleepy | Vår stil (feat. Petter & Eye-N-I)                                                                | Sleepy Sound System Vol. 1  |
| 2000 |           | Topp Doggz (by Looptroop & Petter)                                                               | Den svenska underjorden     |
| 2000 |           | Så klart (skandinavisk remix) (by Petter, Diaz & Clemens)                                        | ScandalNavia Vol. 1         |
| 2000 |           | Scandalnavia (by Petter & Various Scandinavian Artists)                                          | ScandalNavia Vol. 1         |
| 2003 | Diaz      | Norge mot Sverige (feat. Petter)                                                                 | Velkommen hjem Andres       |
| 2009 | Stor      | Den här (feat. Petter)                                                                           | Nya skolans ledare          |

## Utmärkelser
- Grammis 1999 - Årets nykomling
- Grammis 1999 - Årets rock/pop manlig
- Grammis 1999 - Årets textförfattare
- P3 Guld 2008 - Årets hiphop/soul
- 2017- Årets talare